# Antarchaea similis
Antarchaea similis är en fjärilsart som beskrevs av W. Warren 1915. Antarchaea similis ingår i släktet Antarchaea och familjen nattflyn. Inga underarter finns listade i Catalogue of Life.